# Sport Lisboa e Benfica 1960-1961
Questa voce raccoglie le informazioni riguardanti lo Sport Lisboa e Benfica nelle competizioni ufficiali della stagione 1960-1961.

## Avvenimenti
Potendo vantare l'attacco più forte del campionato portoghese (92 gol in 26 giornate, 31 in più rispetto al secondo miglior attacco, quello dello Sporting Lisbona), il Benfica si conferma campione di Portogallo vincendo con 4 lunghezze di vantaggio sullo Sporting Lisbona e con 13 sul Porto. José Águas è il miglior marcatore del torneo, con 27 centri. Nella coppa nazionale, i biancorossi superano agevolmente e con risultati larghi Salgueiros (10-3) e Olhanense (12-1), prima di essere eliminati in rimonta dal Vitória Setúbal: nonostante il successo per 3-1 a Lisbona, il club cede 4-1 al ritorno ed esce dal torneo con un risultato complessivo di 5-4.
In Coppa Campioni, il Benfica supera l'Hearts al turno preliminare per 5-1 (due reti di José Aguas e tre di José Augusto), l'Újpest al primo turno 7-3 (due reti di José Águas, tre di Santana), l'Aarhus ai quarti di finale col punteggio complessivo di 7-2 (tre reti a testa per José Águas e José Augusto) e il Rapid Vienna in semifinale col risultato di 4-1, che vede protagonista ancora José Águas, a segno due volte tra andata e ritorno. Il 31 maggio 1961 si gioca la finale di Coppa Campioni tra Benfica e Barcellona: Guttmann schiera un 3-5-2 che è speculare al modulo degli spagnoli, con Cavém ala sinistra, José Augusto ala destra, Coluna e Santana mezze punte dietro al centravanti José Águas. Passati in svantaggio al 21' a causa della rete dell'ungherese Sándor Kocsis, i portoghesi in due minuti nella mezz'ora ribaltano il punteggio passando in avanti con un gol di José Águas e con un'autorete del portiere avversario Antoni Ramallets; nella ripresa Mario Coluna firma il 3-1 parziale e al 75' il blaugrana Zoltán Czibor accorcia le distanze segnando il 3-2.
Il Benfica vince la prima Coppa Campioni della propria storia.

## Organico

### Rosa
| N. |                       | Ruolo | Calciatore    |
| -- | --------------------- | ----- | ------------- |
|    | Portogallo (bandiera) | P     | Costa Pereira |
|    | Portogallo (bandiera) | P     | José Bastos   |
|    | Portogallo (bandiera) | D     | Ângelo        |
|    | Portogallo (bandiera) | D     | Artur Santos  |
|    | Portogallo (bandiera) | D     | Germano       |
|    | Portogallo (bandiera) | D     | Mário João    |
|    | Portogallo (bandiera) | D     | Saraiva       |
|    | Portogallo (bandiera) | D     | Serra         |
|    | Portogallo (bandiera) | C     | Cavém         |
|    | Portogallo (bandiera) | C     | Coluna        |

| N. |                       | Ruolo | Calciatore          |
| -- | --------------------- | ----- | ------------------- |
|    | Portogallo (bandiera) | C     | Fernando Cruz       |
|    | Portogallo (bandiera) | C     | Humberto Fernandes  |
|    | Portogallo (bandiera) | C     | José Neto           |
|    | Portogallo (bandiera) | C     | Peres               |
|    | Portogallo (bandiera) | A     | Joaquim Santana     |
|    | Portogallo (bandiera) | A     | António Mendes      |
|    | Portogallo (bandiera) | A     | Eusébio             |
|    | Portogallo (bandiera) | A     | José Águas          |
|    | Portogallo (bandiera) | A     | José Augusto        |
|    | Portogallo (bandiera) | A     | José Augusto Torres |